# 신입 리얼 도전기 루키
신입 리얼 도전기 루키는 KBS 2TV로 방영된 한국방송공사의 텔레비전 프로그램이며 2016년 7월 20일부터 2016년 10월 6일까지 방송되었다.

## 기획 의도
인생 신입들의 처절한 새 출발 적응기를 담은 신입 리얼 도전기 프로그램이다.

## 방송 시간
| 방송 채널 | 방송 기간                         | 방송 시간                          |
| --------- | --------------------------------- | ---------------------------------- |
| KBS 2TV   | 2016년 7월 20일 ~ 2016년 10월 5일 | 매주 수요일 밤 8:55 ~ 10:00 (65분) |
| KBS 2TV   | 2016년 10월 6일                   | 목요일 밤 8:55 ~ 10:00 (65분)      |

## 시청률
- AGB 닐슨 미디어리서치

| 회차 | 방송 일자       | 전국 시청률(증감치) |
| ---- | --------------- | ------------------- |
| 1회  | 2016년 7월 20일 | 2.3%                |
| 2회  | 2016년 7월 27일 | 2.0% (-0.3)         |
| 3회  | 2016년 8월 10일 | 3.9% (+1.9)         |
| 4회  | 2016년 8월 24일 | 3.1% (-0.8)         |
| 5회  | 2016년 9월 7일  | 2.9% (-0.2)         |
| 6회  | 2016년 9월 21일 | 2.7% (-0.2)         |
| 7회  | 2016년 10월 5일 | 2.5% (-0.2)         |
| 8회  | 2016년 10월 6일 | 2.2% (-0.3)         |

## 편성 변경 및 결방 사유

### 2016년
- 8월 3일 : 여름방학 특선 영화 명랑 편성
- 8월 17일 : 리우 올림픽 중계 방송
- 8월 31일 : 특집다큐 내 생애 첫 올림픽 편성
- 9월 14일 : 추석특집 트릭 앤 트루 - 사라진 스푼 편성
- 9월 28일 : 공항 가는 길 1,2회 특별판 편성
- 10월 6일 : 8회 편성

## 동 시간대 프로그램
- 워킹 맘 육아 대디 (MBC)
- 리얼스토리 눈 (MBC)
- 영재발굴단 (SBS)